# Coloanele de la Limpedea
Coloanele de la Limpedea (monument al naturii) este o arie protejată de interes național ce corespunde categoriei a III-a IUCN (rezervație naturală de tip geologic), situată în județul Maramureș, pe teritoriul administrativ al municipiului Baia Mare.

## Localizare
Aria naturală se află în partea nord-vestică a județului Maramureș și cea vestică a municipiului Baia Mare, în cartierul Ferneziu, la intersecția străzilor Barajului și Limpedea

## Descriere
Rezervația naturală a fost declarată arie protejată prin Legea Nr. 5 din 6 martie 2000 publicată în Monitorul Oficial al României Nr. 152 din 12 aprilie 2000 (privind aprobarea Planului de amenajare a teritoriului național - Secțiunea a III-a -  arii protejate) și ocupă o suprafață de 3 hectare.
Aria protejată reprezintă o suprafață de interes geologic aflată la confluența văii Firiza cu râul Săsar, în arealul căreia se află roci metamorfice de andezite și dacite constituite din feldspat (minerale de silicați de potasiu, sodiu și calciu) de tip dom de lavă, în care, in partea centrală, apar coloane cu înălțimi de până la 15 metri.

## Atracții turistice
În vecinătatea rezervației naturale se află mai multe obiective de interes turistic (lăcașuri de cult, monumente istorice, arii protejate, zone naturale), astfel:

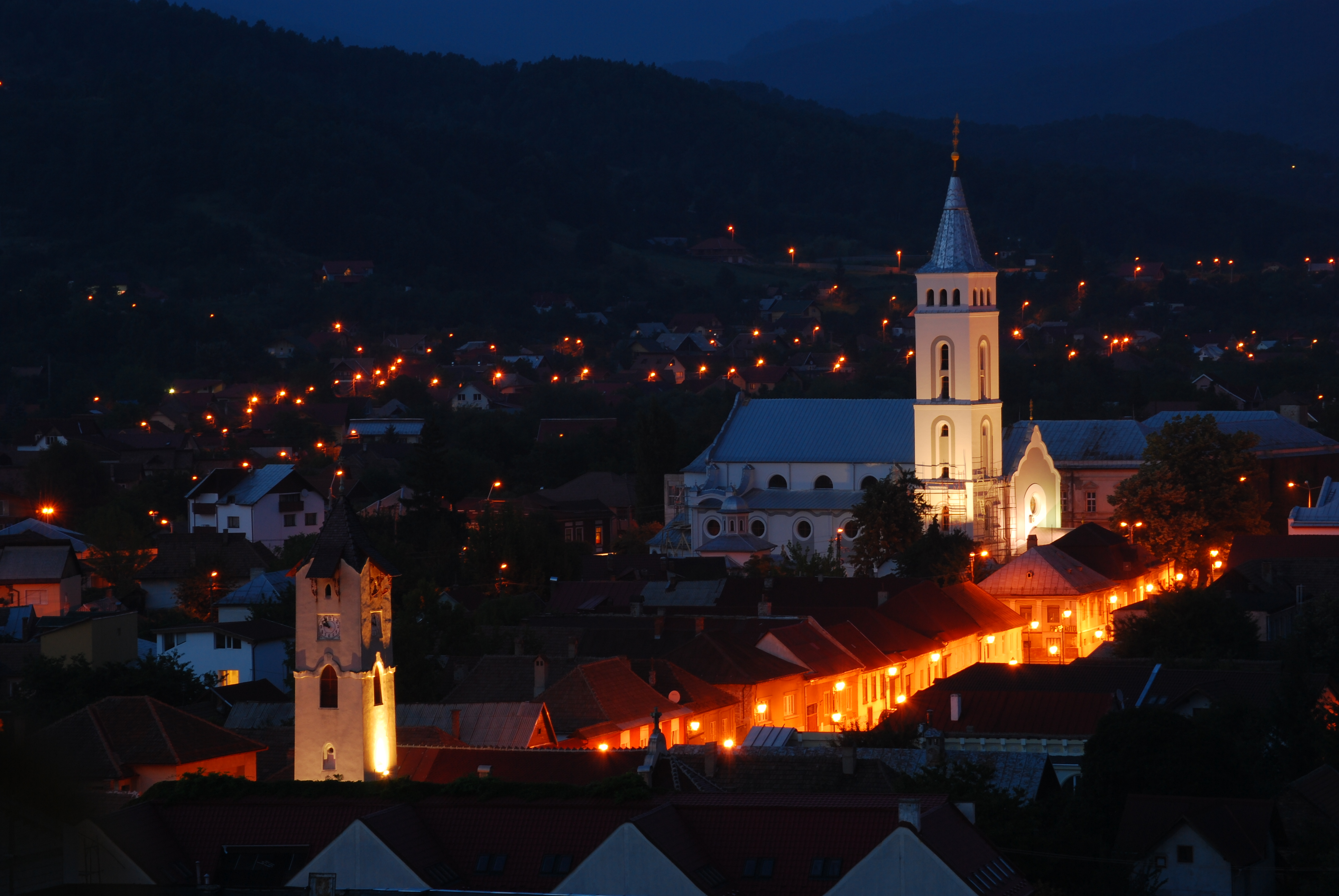
Centrul istoric și Catedrala Adormirea Maicii Domnului din Baia Mare

- Biserica "Sf. Anton" din Baia Mare, construcție 1402, monument istoric
- Biserica ortodoxă cu hramul „Sfinții Arhangheli Mihail și Gavriil” (1885), monument istoric
- Catedrala Adormirea Maicii Domnului din Baia Mare, lăcaș de cult construit de credincioșii greco-catolici din Baia Mare între anii 1905-1911, monument istoric
- Turnul Ștefan din Baia Mare, o anexă a Catedralei "Sfântul Ștefan" ridicată de Iancu de Hunedoara, construcție în stil gotic, secolul al XV-lea, monument istoric
- Centrul istoric din Baia Mare
- Casa Iancu de Hunedoara din Baia Mare ridicată în anul 1446, parte a vechiului castel medieval ridicat de Iancu pentru soția sa Elisabeta
- Rezervația naturală Tăul lui Dumitru (3 ha)
- Aria naturală protejată Arboretul de castan comestibil de la Baia Mare (500 ha)
- Zona de agrement „Firiza”